# Drepanacra plaga
Drepanacra plaga är en insektsart som beskrevs av Banks 1939. Drepanacra plaga ingår i släktet Drepanacra och familjen florsländor. Inga underarter finns listade i Catalogue of Life.